# Baqueira-Beret

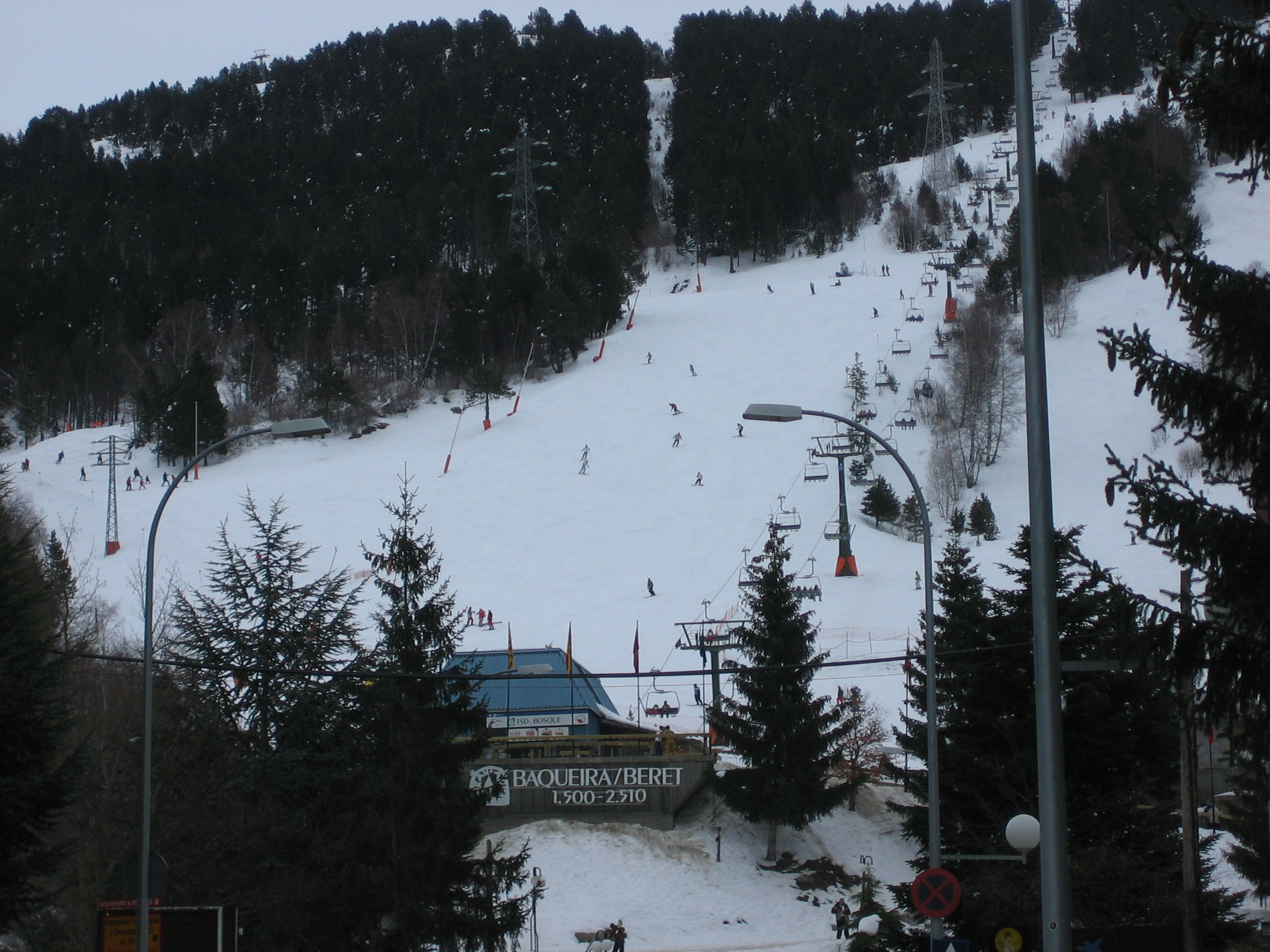
Impianti sciistici a Baqueira

Baqueira-Beret (in catalano: Vaquèira-Beret) è una stazione sciistica della Catalogna, nella Spagna nord-orientale, situata nell'area dei Pirenei centrali e compresa nel territorio comunale di Naut Aran, nella comarca di Val d'Aran (provincia di Lleida). Fondata negli anni sessanta del XX secolo e formata dall'unione delle località di Baqueira, Beret, Bonaigua e Argulls, è la maggiore stazione sciistica pirenaica e la più grande della Spagna (tanto da essere definita la "Courchevel spagnola") ed è frequentata anche dalla famiglia reale.

## Geografia fisica
Baqueira-Beret è situata nella parte nord-occidentale della Catalogna, al confine con la Francia e la comunità autonoma dell'Aragona.
Il comprensorio sciistico di Baqueira-Beret si trova ad un'altitudine compresa tra i 1.500 e i 2.510 metri.

## Società

### Evoluzione demografica
La popolazione residente è pari a 94 abitanti.

## Storia
La stazione sciistica di Baqueira-Beret fu fondata negli anni sessanta del XX secolo dalle autorità della Val d'Aran, a capo delle quali Jorge Jordana de Pozas e Luis Arias Carralón.
La stazione sciistica fu inaugurata ufficialmente il 6 dicembre 1964.
Nel 1982, la stazione sciistica di Baqueira-Beret fu ampliata con l'apertura della risalita del Telesilla de la Reina.
La stazione sciistica fu ulteriormente ampliata nel 1988, con l'apertura della zona di Argulls.
Nel 2005, fu installata la prima teleferica, costituita da 78 cabine da 9 posti.

## Strutture sportive
La stazione sciistica è dotata di 127 km sciabili, di cui 120 sono adibiti alla pratica dello sci alpino e i restanti 7 alla pratica dello sci di fondo .
La zona di Baqueira viene frequentata solitamente da sciatori esperti, mentre le zone di Beret e Bonaigua sono frequentate prevalentemente da sciatori principianti.
La località di Baqueira è dotata di 23 piste e 13 risalite, Beret di 15 piste, 6 risalite ed un circuito per lo sci di fondo, Argulls di 4 piste e 4 risalite. Vi sono poi 503 cannoni sparaneve.